# Odontura festai
Odontura festai är en insektsart som beskrevs av Baccetti 1991. Odontura festai ingår i släktet Odontura och familjen vårtbitare. Inga underarter finns listade i Catalogue of Life.